# The Ozark Mountain Daredevils
The Ozark Mountain Daredevils is een Amerikaanse southern rock- en countryrock-band, geformeerd in 1972 in Springfield. Overeenkomstig het boek It Shined van Michael 'Supe' Granda, werd de bandnaam afgeleid van Cosmic Corn Cob & His Amazing Ozark Mountain Daredevils, die bij John Dillon opkwam tijdens een naamgevingsfeest in Kansas City nadat de band te horen had gekregen dat de naam Family Tree al bestond. De band verkorte de naam omdat niemand van de band Cosmic Corn Cob wilde worden genoemd en ze wilden niet dat de naam gelijk klonk naar de Amazing Rhythm Aces. De band werd soms ook warmhartig The Ducks genoemd door hun fanschare.

## Bezetting
De oprichters worden vetgedrukt weergegeven.
Huidige leden
- John Dillon (zang, gitaar, mandoline, fiddle, mondharmonica, mondharp, autoharp, dulcimer, percussie, keyboards)
- Mike "Supe" Granda (zang, basgitaar, gitaar, mandoline, percussie)
- Steve Cash (zang, mondharmonica, percussie, keyboards)
- Bill Jones (houtblazer, hoorns)
- Ruell Chappell (zang, keyboards)
- Ron Gremp (drums, percussie)
- Dave Painter (zang, gitaar)
- Kelly Brown (keyboards)
- Nick Sibley (gitaar, mandoline, achtergrondzang)

Vroegere leden
- Buddy Brayfield (zang, houtblazer, keyboards, percussie)
- Randle Chowning (zang, lead, elektrische en akoestische gitaar, steelgitaar, mondharmonica, mandoline)
- Larry Lee (zang, drums, akoestische gitaar, keyboards, synthesizer,  percussie, zingende zaag)
- Steve Canaday † (zang, drums, percussie, gitaar, basgitaar)
- Rune Walle (zang, gitaar, sitar, banjo)
- Jerry Mills (mandoline)
- Larry Van Fleet (basgitaar)
- Terry Wilson (zang, gitaar)

 (vervolg)
- Bobby "Lloyd" Hicks † (zang, drums, percussie)
- Joe Terry (zang, keyboards)
- Gary Smith (zang, gitaar)
- Jason Le Masters (gitaar)
- Don Clinton Thompson (zang, gitaar)
- Rick "Lumpy" Davidson (drums, percussie, wasbord)
- Bill Brown † (zang, gitaar)
- Kelly O'Shea (gitaar)

## Geschiedenis
In 1971 formeerde Randle Chowning een band samen met Steve Cash, John Dillon, Elizabeth Anderson, Larry Lee en Michael Granda, die samen begonnen te spelen met Bill Jones, oprichter van Mike Bunge's band Granny's Bathwater, en Rick Campanelli in het Missouri's New Bijou Theater in Springfield voor kleine groepen vrienden woensdagnacht onder de naam Family Tree (Emergency Band, Burlap Socks en Buffalo Chips waren andere namen die ze gebruikten voor deze groepen in hun vroege jaren). Larry Lee werkte als barman in de New Bijou.
De band nam een demo op in de Top Talent Studios (later American Artists) in Springfield. Deze demo, die de vroege song Rhythm of Joy bevatte, vond zijn weg naar de New Yorkse muziekmanager John Hammond via Steve Canaday, een vriend van de band en mede-eigenaar van het New Bijou Theatre. In juli 1972 stuurde Hammond producent Michael Sunday naar de Ruedi-Valley Ranch van de band in Aldrich, die ze gehuurd hadden van Randle Chownings lerares mevrouw Ruedi van de Southwest Missouri State University, waar de band repeteerde en waar Chowning en diens broer Rusty woonden. Sunday bood de band $500 aan om een andere demo te maken bij American Artists, maar uiteindelijk besloot hij om hen een contract aan te bieden. Veel van de songs op deze demo verschenen dertien jaar later als The Lost Cabin Sessions.
De band stuurde later een demo naar het team dat Brewer & Shipley uit Missouri, Paul Peterson uit Kansas City en Stan Plesser (de eigenaar van de Vanguard, een populaire koffieshop en van Good Karma Productions) managede. De band kreeg een kans en kreeg hun managers ook in oktober 1972. De band wijzigde hun naam in The Ozark Mountain Daredevils en zag Campanelli en Jones vertrekken, samen met de toevoeging van Granda's vriend Buddy Brayfield. Anderson, alhoewel nog romantisch betrokken met Dillon, trok zich terug van het podium. Campanelli verliet de band om een academische graad in muziek te halen. Jones vervoegde zich later opnieuw kortstondig bij de band en ging verder met het optreden als gastspeler op enkele van hun shows en opnamesessies.

### De jaren 70
De band begon te spelen in 1972 en 1973. In februari 1973 speelden ze in de Cowtown Ballroom in Kansas City. Later deze maand speelden ze een concert op de Shawnee Mission Northwest High School in Shawnee. Twee weken daarna in maart speelden ze in het Kiel Opera House in St. Louis en weer in de Cowtown Ballroom, deze keer met Brewer & Shipley onder begeleiding van Loudon Wainwright III. Optredens van beider shows in maart verschenen later op de cd Archive Alive (1997).
De demo van de band trok uiteindelijk de aandacht van topproducent David Anderle van A&M Records, die een Eagles countryrock-type of band zocht voor het label. Anderle en de eerste producent Glyn Johns van The Eagles, vlogen naar Missouri om het betreffende optreden van de band in Cowtown Ballroom te bekijken in maart 1973. Maar de band, nerveus door Johns en Anderle's aanwezigheid bij de auditie, speelde niet goed. Later nodigde Paul Peterson de beide mannen uit in zijn huis, waar ze de band een unplugged optreden hoorden spelen bij kaarslicht. Deze keer waren Johns en Anderle overtuigd en kreeg de band een contract bij A&M Records in mei 1973. Ze werden naar het Verenigd Koninkrijk gehaald om hun eerste opname te maken bij Olympic Studios in Londen met Johns aan het roer gedurende juni en juli.
Het eerste album The Ozark Mountains Daredevils (ook wel The Quilt Album) werd uitgebracht in december 1973 en leverde de top 30-hit If You Wanna Get to Heaven in de zomer van 1974. Het album presenteerde een unieke mengeling van rock, country, bluegrass en pop aan de wereld en is nog steeds de favoriet van veel fans van de band.
Voor het tweede album It'll Shine When It Shines in oktober 1974, kwamen Johns en Anderle naar Missouri om op te nemen, gebruik makend van een verplaatsbare truck, geplaatst buiten het repetitiehonk van de band. Tijdens de sessies hoorde Johns toevallig dat Larry Lee een song zong en daarbij speelde op de piano. Deze ging over een vriend, die nu en dan drugs dealde. John vond de melodie prachtig en dacht dat het een hit zou worden, als de tekst zou worden aangepast (meisje i.p.v. jongen). Aldus geschiedde en de song Jackie Blue werd de herkenningsmelodie van de band en een grote hit (#3) in het voorjaar van 1975.
De derde publicatie The Car Over the Lake Album (september 1975), opgenomen in Nashville en geproduceerd door Anderle, haalde hun oude landgenoot Bill Jones over om zich weer bij hen te vervoegen om hun songs te spelen en te arrangeren. Hij toerde ook met hen in 1975/1976. Het album verkocht redelijk goed, maar produceerde geen hits. Een reden waarom de succes van band begon te minderen, was misschien te wijten aan hun onwilligheid om naar Zuid-Californië te verkassen, toen dit werd gevraagd door A&M-baas Jerry Moss. Een andere reden was hun onwilligheid om doorgaand te toeren, dat veel van hun tijdgenoten toentertijd wel deden. Een verder uitspringend punt was de onwil om te pogen hun grootste hit Jackie Blue te dupliceren of te kopiëren, zoals andere bands dit ook doen. De consequentie was dat A&M Records een beetje van hun animo begon te verliezen voor de act.
Ook de vele personele wijzigingen binnen de band hadden hun invloed. In het voorjaar van 1976 begon de band aan een tournee door Europa. Maar tegen de tijd dat de uitgeputte band begin mei aankwam in Kopenhagen voor het laatste concert in de Daddy's Dance Hall, werden ze geconfronteerd met een vreselijke soundmix voor hun show. Een boze Randle Chowning reageerde door zijn versterker telkens hoger te draaien, hetgeen de andere bandleden van hun stuk bracht en uitmondde in een enorm geschreeuw op het eind van de nacht. Eenmaal op de terugweg naar huis, weigerde Chowning met de anderen te praten of te luisteren. De Noorse muzikant Rune Walle, die de band had ontmoet tijdens hun tournee met de band The Flying Norwegians, werd toen in juni gecontacteerd om hem te vervangen. Walle's eerste show met de band was in het Arrowhead Stadium in Kansas City in juli 1976 op een affiche, waarop ook The Beach Boys, The Doobie Brothers, Jeff Beck en Firefall stonden. Chowning formeerde daarna zijn eigen Randle Chowning Band.
In hetzelfde jaar begaven de Daredevils zich westelijk richting Rocky Mountains naar Nederland om hun vierde album op te nemen, dat ze oorspronkelijk Nuclear Fishin'  hadden genoemd, maar dit daarna op aanraden van A&M Records hadden gewijzigd in Men From Earth. De titel Nuclear Fishin' werd later gebruikt in Canada voor een uit te brengen Greatest Hits-album. Anderle was weer de producent en de in Evergreen verblijvende Jerry Mills vervoegde zich bij de band. Steve Canaday, een ander vroeger gezicht kwam in 1975 ook terug bij de band als roadmanager en openings-act voordat hij zich vervoegde bij de band tijdens het maken van Men From Earth.
In het najaar van 1976 vertrok Buddy Brayfield om medicijnen te studeren en Ruell Chappell van de populaire band Spillwater Junction verving hem. Maar de volgende publicaties Men From Earth (september 1976), Don't Look Down (oktober 1977) en It's Alive (september 1978) verkochten in mindere hoeveelheden beter dan hun eerdere opnamen. Jerry Mills werd ontslagen na It's Alive, sinds de band optrad met minder akoestische nummers in hun shows.
Tijdens de zomer van 1978 maakten de Daredevils een korte reeks shows als openingsact voor Fleetwood Mac. Granda was niet beschikbaar sinds zijn vrouw bezig was met de geboorte van hun derde kind, dus viel bassist Larry van Fleet in voor deze afspraken. In augustus 1978 trad de band op bij Canada Jam met Kansas, Atlanta Rhythm Section, The Doobie Brothers, The Commodores en anderen.
Ook in 1978 werkten John Dillon en Steve Cash mee aan het album White Mansions, dat het leven documenteerde in de confederatie tijdens de Amerikaanse Burgeroorlog. Eric Clapton, Waylon Jennings, Jessi Colter, Bernie Leadon en meerdere andere muzikanten verleenden hun medewerking op dit album. In 1978 had Larry Lee ook een soloalbum opgenomen voor A&M Records, dat niet werd uitgebracht. In september 1978 vloog de band naar Hollywood om op te treden in The Midnight Special. Maar toen A&M Records Jerry Moss aansprak over dronken leden die renden over de set tijdens de show, besloot hij om de optie in hun platencontract niet te lichten en aldus stond de band in 1979 op straat.

### De jaren 80
In 1979 wisselde de band naar Columbia Records en produceerden het gelijknamige Ozark Mountain Daredevils in mei 1980. Dit album, opgenomen in Los Angeles, werd geproduceerd door de befaamde countryrock-pionier John Boylan zonder Chappell en Canaday en Walle speelde alleen steelgitaar bij een paar songs, sinds Boylan aandrong om sessiespelers in te zetten voor een meer typisch ontspannen Californische countryrock-sound, die toentertijd populair was. Echter de populariteit van de countryrock leek af te nemen bij het aanbreken van de jaren 1980 en bands als de Daredevils, Poco en Firefall zagen hun verkopen dalen. Het album bevatte de schakel van country naar een hardere rocksound. Maar het album verkocht niet in de platenzaken en Columbia Records ontbond hun contract al na een plaat.
In 1980 verliet Walle de band en werd vervangen door Terry Wilson. In december 1980 herenigden zich Brayfield, Chowning, Jones en Walle voor twee shows, een in Springfield en de andere in Kansas. De eerste was in het Hammons Student Center op 6 december en de tweede in het Uptown Theater in Kansas City op 31 december. Laatstgenoemde show werd later uitgebracht op cd (augustus 2006) en dvd (juni 2007) als het reünieconcert Rhythm and Joy uit 1980.
Larry Lee verliet de band in 1982 en verkaste naar Nashville om verder te gaan met zijn eigen carrière, na het uitbrengen van het soloalbum Marooned in maart van hetzelfde jaar, opgenomen in Los Angeles voor Columbia Records. Hij werkte ook als songwriter en countryproducent voor Alabama, Juice Newton en anderen en wilde ook nog drums spelen bij activiteiten zoals concerten. Midden jaren 1980 deed hij een stuk met The Coral Reefer Band van Jimmy Buffett. Chappell stopte ook in 1982, de band achterlatend als kwintet.
Later in hetzelfde jaar was er een andere grote opschudding, toen Dillon en Cash besloten dat ze er ook genoeg van hadden. Na enig overleg werd besloten dat de band verder wilde met Granda en de teruggekeerde Randle Chowning leidde een nieuwe bezetting met Bobby 'Lloyd' Hicks (ex-Steve Forbert), Joe Terry (ex-Couch Dancers) en Gary Smith (ex-Tulsa). Canaday bleef ook en werd weer de roadmanager.
Dit nieuwe gezelschap bestond slechts anderhalf jaar voordat Chowning de band verliet, Hicks vervoegde zich bij Kerry Cole & the Lefty Brothers en Joe Terry ging bij de nieuwe band The Morells. Vanaf dan gingen Dillon en Cash akkoord voor een rentree en Gary Smith bleef ongeveer een paar maanden meer, voordat hij verkaste naar Branson. De bezetting midden 1984 van de band was John Dillon, Steve Cash, 'Supe' Granda, Steve Canaday en Jason LeMasters. De laatste zou spoedig vertrekken om te gaan werken voor Kris Kristofferson en werd vervangen door Chowning, terug voor zijn derde job met de Daredevils. In 1984 sloten de bandmanagers Stan Plesser en Paul Peterson hun maatschappij Good Karma Productions, toen de band begon zichzelf te managen en te boeken vanaf dat moment.
In 1985 volgde de band Larry Lee naar Nashville om een nieuw album te laten produceren door Wendy Waldman, die sessiespelers gebruikte. Lee trad voor korte tijd toe voor dit album, maar er was in Nashville geen enkel label dat interesse toonde voor het project. Het kleine Frans bedrijf Dixiefrog Records uiteindelijk hoorde de opname en bracht deze uit in Frankrijk als Heart of the Country in 1987. Veel van dezelfde songs werden uitgebracht in het Verenigd Koninkrijk in 1989 als Modern History bij Conifer Records. Ondertussen gingen de Daredevils in 1985 verder met Don Clinton Thompson van The Morells, nadat Chowning weer wegging tijdens de opname van het bovengenoemde Nashville-album in 1985.
Ook uitgebracht in 1985 werd een reeks grotendeels niet eerder uitgebrachte nummers (de genoemde demo's die ze hadden opgenomen voor Michael Sunday en John Hammond uit juli 1972) die bij Varèse Sarabande Records verschenen als The Lost Cabin Sessions. Een uitgebreide versie van deze publicatie met toegevoegde songs werd later uitgebracht op cd.
Tijdens het voorjaar van 1988 haalden de mensen van Dixiefrog Records in Frankrijk de Daredevils over om daar en in andere Europese landen te spelen ter ondersteuning van Heart of the Country, die kort geleden daar werd uitgebracht.
Er kwamen meerdere personele wijzigingen toen Canaday, die de band zowel als manager had begeleid alsook als drummer, enkele verbintenissen en meerdere woeste wateren met de zakenaangelegenheden van de band had overtreden en besloot te vertrekken naar Nashville in 1988 om te gaan werken als tourmanager voor Lee Roy Parnell, Tammy Wynette en Marshall Chapman. Hij had een kort succes als drummer door de geluidsman Rick 'Lumpy' Davidson van de band, die zich soms eerder bij de band had vervoegd als wasbordspeler.
Eind 1989 vertrok Thompson om zijn oude band The Skeletons opnieuw te formeren en Davidson vertrok naar Branson voor een baan als soundmixer in het theater van Ray Stevens. In 1990 vervoegden zich Bill Brown en Ron 'Rongo' Gremp bij de band. The band vervolgde hun nu-gelimiteerde tournee.

### De jaren 90
De publicatie Now Hear This uit 1990 werd slechts uitgebracht op cassette. In 1991 besloot Granda, net als Lee en Canaday voor hem, te vertrekken naar Nashville, waar hij zijn songs in omloop bracht, zoekend naar een contract voor zijn band Supe & the Sandwiches en werd hij betrokken bij andere projecten en een job bij The Byrds van Michael Clarke. In de zomer van 1992 hervatten de Daredevils hun altijd afnemende agenda met concerten. Kelly O'Shea van The Titanic Blues Band viel soms in voor Brown van 1992 tot 1994.
In 1996 werden de Daredevils benaderd door hun vroegere manager Stan Plesser om enkele van hun meest bekende songs opnieuw op te nemen voor Eclipse Records. Deze werden opgenomen in Nashville met producent Bob Wright met alleen Dillon, Cash en Granda (met Lee en Canaday als gast-achtergrondzangers), begeleid door sessiespelers. Deze cd Jackie Blue verscheen in maart 1997 als budget-product dat meestal werd verkocht bij chauffeurscafés. Deze cd werd sindsdien meerdere keren heruitgebracht onder verschillende titels, zoals Our Most Dangerous Stunts in juni 2006.
New Era Productions werd opgericht door Benny Smith, een oude vriend van de band. Deze ging akkoord om te investeren in het album 13, met nieuw materiaal in 1996. Dit werd opgenomen in Springfield en merendeels gemixt in Nashville door Larry Lee, die ook erop speelde en zong. Chowning werkte ook mee aan het album, maar nadat de band niet in staat bleek om zich te verzekeren van een groot label, trok hij zich ervan terug. 13 werd uitgebracht in juni 1997. Ook in dat jaar verscheen de cd Archive Alive, die optredens bevatte van hun shows in de Cowtown Ballroom in Kansas City in maart 1973 en het Kiel Opera House in St. Louis.
In september 1999 werd Steve Canaday gedood op 55-jarige leeftijd, toen zijn vliegtuigje neerstortte in Nashville, terwijl hij werkte als luchtfotograaf.

### De jaren 2000
In juli 2004 overleed Bill Brown na het inademen van rook tijdens een huisbrand in Springfield, die ook het leven kostte aan gitarist Don Shipps. In oktober van dat jaar trad de band en diverse andere bands op in de Abou Ben Adhem Shrine-moskee tijdens een herdenkingsshow voor Brown en benefiet voor diens familie.
Sinds deze periode trok de band zich in een tijdelijke afzondering terug, maar verscheen doorgaans elk jaar om shows te spelen. De bezetting in 2004 was Dillon, Cash, 'Supe', Ron Gremp en Dave Painter, die erbij kwam tijdens de show in de moskee. Ze begonnen met een reeks shows in mei 2007 in het Gillioz Theater in Springfield en Kelly Brown kwam bij de band als de nieuwe toetsenist. Deze shows werden opgenomen voor de in 2008 uitgebrachte dvd Revival (Live at the Gillioz).
In 2005 vormden Lee en Chowning de nieuwe band Beyond Reach, opgericht in Nashville, maar daarna verhuisd naar hun thuisbasis Springfield. In 2006 en 2007 traden Lee en Chowning op als speciale gast bij sommige shows van de Daredevils, maar hadden dit na zoveel jaren niet verwacht na persoonlijke meningsverschillen. Het zag ernaar uit dat ze niet langer geïnteresseerd waren om te spelen met de Daredevils en andersom ook.
Het gloednieuwe livealbum Alive & Wild van de Daredevils met twee discs met 21 nummers, inclusief oude favorieten, weinig voorkomende song en een tweetal nieuwe nummers kwamen beschikbaar in oktober 2011. Dit werd gemaakt van shows met optredens in de Wildwood Springs Lodge in Steelville in november 2010. De bandbezetting voor deze shows was John Dillon, Steve Cash, Michael 'Supe' Granda, Ron Gremp, Dave Painter, Kelly Brown, Bill Jones, Ruell Chappell en Nick Sibley. Sinds 2010 ging de band verder met concertoptredens met een negenkoppige bezetting.
Buddy Brayfield, nu dr. Sam Brayfield is een familiepredikant, hospice en verzachtend zorgarts in Osage Beach en speelt met de plaatselijke band Buddy & the Notes. Voor de eerste keer sinds 1980 voegde Brayfield zich weer bij de band voor een reünie-concert in het Gillioz Theater in september 2010 met vier van de zes oorspronkelijke leden. Brayfield gaf te kennen dat hij had besloten om te spelen tijdens het Missouri-concert omdat zijn kinderen hem nooit hadden zien spelen met de band.
Bobby Lloyd Hicks, de drummer uit 1982, overleed op 19 februari 2017 na de verstrekkende gevolgen van een longbeschadiging, voortkomend uit een dubbele longontsteking, net drie weken voor zijn 70e verjaardag.
Begin 2018 verkondigde de band op hun Facebook-pagina de publicatie van het nieuwe album Off the beaten path als een eigen publicatie.

## Discografie

### Singles
- 1974:	If You Wanna Get to Heaven
- 1974: Chicken Train Stomp
- 1974: Country Girl
- 1974: Look Away
- 1975:	Jackie Blue
- 1975: You Made It Right
- 1976:	If I Only Knew
- 1976: Thin Ice
- 1976: Keep On Churnin
- 1977:	You Know Like I Know
- 1977: Noah
- 1977: Crazy Lovin'
- 1980:	Take You Tonight

### Studio-albums
- 1973:	The Ozark Mountain Daredevils
- 1974:	It'll Shine When It Shines
- 1975:	The Car Over the Lake Album
- 1976:	Men from Earth
- 1977:	Don't Look Down
- 1980:	Ozark Mountain Daredevils
- 1997:	13
- 2018:	Off The Beaten Path

### Livealbums
- 1978:	It's Alive
- 1997:	Archive Alive
- 1999:	Concert Classics
- 2006:	Rhythm And Joy (ook als dvd)
- 2008:	Revival (Live at the Gillioz) (ook als dvd)
- 2011:	Alive & Wild

### In Europa uitgebrachte albums
- 1987:	Heart of the Country
- 1989:	Modern History
- 1990:	Now Hear This!
- 2006:	Our Most Dangerous Stunts

### Compilaties
- 1981:	The Best
- 2000:	Time Warp – The Very Best Of